# スティクルバック (潜水艦)
スティクルバック (USS Stickleback, SS-415) は、アメリカ海軍の潜水艦。バラオ級潜水艦の一隻。艦名はトゲウオ科の総称に因んで命名された。

## 艦歴

### 建造と哨戒
スティクルバックは1944年3月1日にカリフォルニア州ヴァレーホのメア・アイランド海軍造船所で起工した。1945年1月1日にジョン・O・R・コル夫人によって命名、進水し、1945年3月29日にローレンス・G・バーナード中佐の指揮下就役するが、間もなくハーリー・K・ナウマン（アナポリス1934年組）艦長に代わった。スティクルバックの乗組員は、すべてサーモン (USS Salmon, SS-182) の元乗組員であった。スティクルバックは5月26日に艤装を完了し、カリフォルニア沖合での整調巡航を行う。6月21日に太平洋艦隊潜水艦部隊に合流し、真珠湾で新型機材が装着された。8月2日にグアムに到着、数日間の公試を行う。
8月6日、スティクルバックは最初の哨戒で日本海に向かった。翌週、日本海に到達し哨戒を始めたものの、この頃には原子爆弾が広島市と長崎市に投下され戦争はまもなく終わるものと考えられていた。8月15日の終戦時、スティクルバックは担当海域の哨戒を始めて2日目であった。9時50分に戦闘行為を中止する命令を受信したスティクルバックは、間を置いて日本海に留まって行動するよう命令を受けた。8月21日、スティクルバックは19名を乗せた2隻の筏を発見する。それは8月11日にジャラオ (USS Jallao, SS-368) によって北緯38度03分 東経133度12分 / 北緯38.050度 東経133.200度の地点で沈められた帝北丸（帝国船舶、元フランス船ペルセー/三井物産委託、5,794トン）の生存者であった。彼らは18時間をかけて収容され、食料、水と医療処置を与えられた後、鬱陵島近海で降ろされた。9月9日、スティクルバックは34日間の行動を終えてグアム島アプラ港に帰投した。

### 戦後
スティクルバックは翌9月10日に帰国の途に就く。9月28日にウィリアム・ハルゼー大将率いる第3艦隊の1艦としてカリフォルニア州サンフランシスコに到着した。10月2日に海軍記念日の祝賀式典に参加し、その後、1946年1月2日に真珠湾に向けて出航する。1946年6月26日にメア・アイランド海軍造船所で予備役となり太平洋予備役艦隊入りした後、わずか3ヵ月後の9月6日に再就役した。1952年11月6日にメア・アイランド海軍造船所入りし、GUPPY 改修が行われた。改修が終わると1953年6月26日に真珠湾で第7潜水艦戦隊に加わった。
スティクルバックは1954年2月から7月まで韓国水域で国連軍の支援に従事し、その後真珠湾に帰還した。続く4年に渡ってスティクルバックは訓練と、防御および攻撃両面の潜水艦戦術開発を行う。1958年5月28日、ハワイ海域で護衛駆逐艦シルバースタイン (USS Silverstein, DE-534) および水雷艇と対潜水艦戦演習を行う。演習は翌日の午後まで続き、スティクルバックはシルバースタインに対して模擬魚雷を発射した。発射後安全深度に潜航したスティクルバックは、突然動力を失いシルバースタインのおよそ200ヤード前方に浮上する。シルバースタインは全速後退および衝突回避行動を取ったものの、両艦は衝突しスティクルバックは左舷に亀裂を生じた。スティクルバックの乗組員は艦載艇で艦から離れ、シルバースタイン、潜水艦サバーロ (USS Sabalo, SS-302) 、護衛駆逐艦スターテヴァント (USS Sturtevant, DE-239) および潜水艦救難艦グリーンレット (USS Greenlet, ASR-10) が合同でスティクルバックを維持しようと試みた。救援艦はスティクルバックから一定の距離を置いて作業を行ったが、ほとんどのコンパートメントが浸水。1958年5月29日18時57分、スティクルバックは3,300メートルの深海に沈没した。
スティクルバックは1958年6月30日に除籍された。